# Закон Помпея о провинциях
Зако́н Помпе́я о прови́нциях (лат. Lex Pompeia de provinciis) — сенатское постановление 52 года до н. э., менявшее порядок назначения провинциальных наместников. Устанавливал правило, по которому между пребыванием на посту городского магистрата и провинциального промагистрата должно было проходить не менее пяти лет.

## История
Принятие закона было вызвано обострением политической борьбы в Риме во второй половине 50-х годов до н. э. Сенаторы стремились к претуре и консулату, чтобы затем отправиться в провинции для обогащения, поскольку даже годичный срок промагистратуры позволял римскому наместнику награбить несколько миллионов сестерциев. В результате борьба за магистратуры приняла настолько ожесточенный характер, что в 53 году до н. э. из-за непрерывных стычек банд Клодия и Милона провести консульские выборы не удалось вообще. В этих условиях был принят сенатусконсульт, рекомендовавший введение пятилетней отсрочки для назначения магистратов в провинции. Таким образом рассчитывали уменьшить число претендентов на высшие посты в государстве.
После того как оптиматы во главе с Катоном провели через сенат назначение Помпея на 52 год до н. э. единоличным консулом с чрезвычайными полномочиями для наведения порядка, тот в первой половине года принял в интересах сенатской олигархии ряд законов, в частности утвердив вышеупомянутый сенатусконсульт, позволявший, помимо снижения конкуренции на выборах, установить более действенный контроль сената над провинциальными администрациями. В том году под действие нового закона попали две консульские провинции (в Киликиию был назначен Цицерон, в Сирию Марк Кальпурний Бибул) и девять преторских.
Сам Помпей, по выражению Диона Кассия, «не краснея», немедленно нарушил свой же закон, без всякой отсрочки получив на пятилетний срок проконсульство в Испании, а в ходе начавшихся через несколько лет гражданских войн он вовсе перестал выполняться, но после установления режима принципата Августа в 27 году до н. э. был восстановлен.